# Mathias Greve
Mathias Greve (* 11. Februar 1995 in Langeskov) ist ein dänischer Fußballspieler. Er steht bei Randers FC unter Vertrag und ist ein ehemaliger Juniorennationalspieler Dänemarks.

## Karriere

### Verein
Mathias Greve wurde in Langeskov, einem Dorf im Osten von Fünen, geboren und trat dem örtlichen Fußballverein Langeskov IF bei, bevor er im Alter von zwölf Jahren in die Jugend von Odense BK wechselte. Am 4. April 2014 erhielt er seinen ersten Profivertrag und gab am 25. Juli 2014 im Alter von 19 Jahren bei der 1:3-Niederlage im Auswärtsspiel gegen den FC Vestsjælland sein Debüt als Profi in der Superligæn. In der Folgezeit kam Greve regelmäßiger zum Einsatz, konnte sich allerdings nie nachhaltig in der Stammformation der Odenser etablieren. Während seiner Zeit bei Odense BK spielte der Verein aus Fünen in den Saisons 2016/17 und 2017/18 in der Abstiegsrunde, konnte allerdings jeweils den Klassenerhalt schaffen und in beiden Fällen sich sogar für die Play-offs um die Teilnahme am internationalen Geschäft qualifizieren, unterlagen allerdings 2017 in der zweiten Runde Randers FC und 2018 in der ersten Runde Aarhus GF.
Am 27. Januar 2020 wechselte Matthias Greve zum Ligakonkurrenten Randers FC, wo er einen Dreijahresvertrag unterschrieb. In der Saison 2020/21 gelang ihm der Durchbruch, als er zumeist als linker Außenstürmer eingesetzt wurde und mit vier Toren sowie drei Vorlagen dazu beitrug, dass sich Randers FC für die Meisterrunde qualifizierte. Dort belegte der Verein den sechsten Platz. Zudem gewann Greve mit Randers FC den dänischen Pokal, nachdem im Finale Titelverteidiger SønderjyskE Fodbold mit 4:0 geschlagen wurde, dabei erzielte er einen Doppelpack.
Im Sommer 2021 wechselte er zum Ligakonkurrenten Brøndby IF. Von dort kehrte er im Sommer 2024 zurück zum Randers FC.

### Nationalmannschaft
Mathias Greve absolvierte im Jahr 2014 eine Partie für die dänische U20-Nationalmannschaft sowie von 2015 bis 2016 sechs Spiele für die U21-Auswahl.